# Cardisoma guanhumi
El cangrejo azul terrestre o cangrejo azul gigante (Cardisoma guanhumi) es una especie de crustáceo decápodo terrestre de la familia Gecarcinidae. Es uno de los cangrejos más grandes en su área de distribución.

## Descripción
El caparazón de C. guanhumi puede alcanzar tamaños de hasta alrededor de 11 cm y tamaños globales que alcanzan de hasta 35 cm. Al igual que muchos cangrejos poseen quelas dimórficas: la quela más grande puede crecer hasta unos 15 cm de longitud, (llegando a ser más grande que propio caparazón). Los ojos son achatados y sus pedúnculos de colores de un azul profundo a un gris pálido. Los adultos tienen un color azul grisáceo, mientras que los jóvenes suelen ser anaranjados o marrones, su caparazón alcanza 16 cm de diámetro. Esta especie puede llegar a pesar más de 500 g.

## Biología

### Ciclo de vida
El ciclo reproductivo está estrechamente vinculada a los patrones climáticos estacionales y la fase lunar. Con la llegada de las fuertes lluvias de la temporada lluviosa del trópico inician migraciones. Cuando esto ocurre, C. guanhumi comienza a aumentar de peso, ya que consume más comida. Los machos se aparean con hembras maduras durante este tiempo. La fecundación es interna, y durante los meses de julio y agosto la mayoría de las hembras llevan los huevos externamente. Después de aproximadamente 2 semanas los huevos eclosionan y deben ser liberados en agua salada para que las larvas logren sobrevivir. Varios desoves al año pueden ocurrir durante la temporada de desove. En Florida, la temporada de desove se extiende de junio a diciembre y alcanza su punto máximo en octubre y noviembre. En las Bahamas, la temporada se extiende de julio a septiembre, mientras que en Venezuela el desove dura de julio a noviembre. Los huevos eclosionan en larvas que nadan libremente con 5 estadios zoea 1 y postlarvas o etapa megalopa. El tiempo de desarrollo típico desde el nacimiento hasta la primera etapa cangrejos adultos es de 42 días en condiciones de laboratorio, sin embargo, este tiempo puede ser mucho más corta que la de los especímenes silvestres

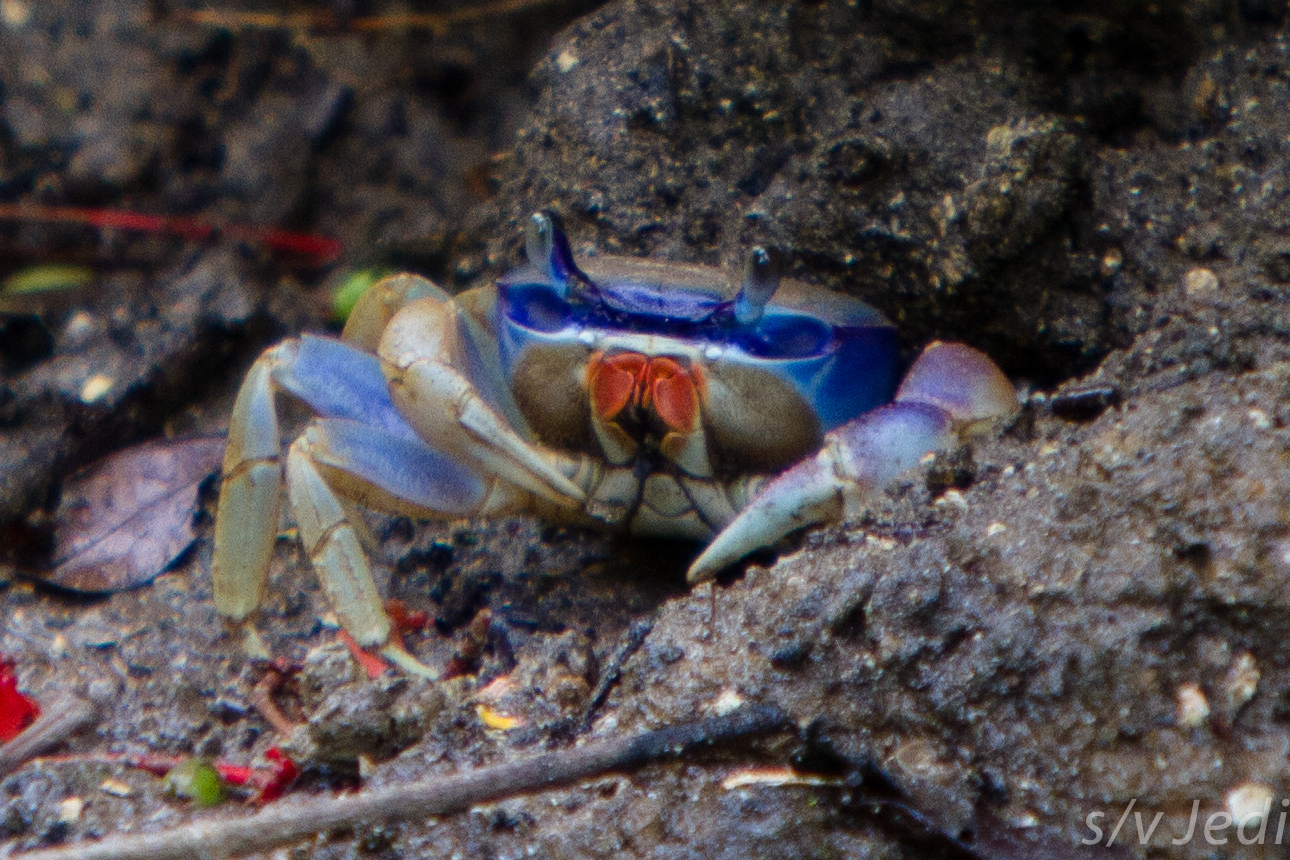
Cardisoma guanhumi en Panamá.

C. guanhumi es una especie de crecimiento lento en comparación con la mayoría de los cangrejos. Se requiere de más de 60 mudas - casi tres veces más que otras especies de cangrejos - para alcanzar su tamaño completo. El cangrejo generalmente suele sellar la salida de su madriguera con barro, 6-10 días antes de que se produzca la muda para protegerse de los depredadores. (Después de la muda se vuelven más vulnerables a los ataques ya que su carapacho no se ha endurecido.)

### Sentidos
Cardisoma guanhumi encuentra su alimento usando detectores de luz y sonido. Los experimentos muestran que los cangrejos se pueden salir de sus madrigueras para investigar el sonido de fruta que cae, una vez fuera inician la búsqueda de alimentos. Estos cangrejos poseen comportamiento especializado para la detección de pequeños objetos móviles. Cangrejos del género Cardisoma son capaces de detectar pequeñas vibraciones en el suelo dentro de la gama de 10-1500 Hz y 70 dB. La agudeza visual aumenta con el tamaño del cuerpo debido a un aumento tanto en el número y el diámetro de omatidios.

### Alimentación
Es herbívoro, como la mayor parte de las especies criptozoicas se alimenta durante la noche de hojas, frutas, cocos y hojas de mangle. en cautiverio a este cangrejo se le puede alimentar con maíz, batata, frutas, brotes de palma real, conchas de plátano y cambures.

## Distribución
Habita en el océano Atlántico y el Mar Caribe. Se poseen registros para Bahamas, Brasil, Colombia, Cuba, Curaçao, Estados Unidos (costas de Florida y Texas), Honduras, Jamaica, Belice, Nicaragua, Costa Rica, Panamá, Puerto Rico, República Dominicana, Venezuela y México
.

### Hábitat
Suele habitar en playas fangosas, en zonas de manglar, cocotales y suelos en baja salinidad pudiendo llegar habitar cientos de metros de tierra adentro. Suelen excavar cuevas donde permanece durante el día, sus cuevas alcanzan la capa freática y contienen agua, dulce o salada. Al llegar el atardecer salen de sus madrigueras y suelen ser muy activos durante la noche.

## Estado de conservación
Es una especie vulnerable, ya que es perseguido por sus pinzas, que se venden como muelas de cangrejo, principalmente en Colombia. En Venezuela el libro rojo de la fauna venezolana la señala en estado de insuficientemente conocido.

### Consumo humano
En Guadalupe y Martinica, se come tradicionalmente durante las fiestas de Pascua.
Es tan popular su consumo que en Martinica se regula la caza: la captura, la venta y la compra del cangrejo sólo está permitido a partir del 15 de febrero hasta 15 julio y solo para individuos cuyo caparazón sea de más de 7 cm de ancho. Este tipo de mediada se ha implementado en diferentes países de área del Caribe.

## Galería

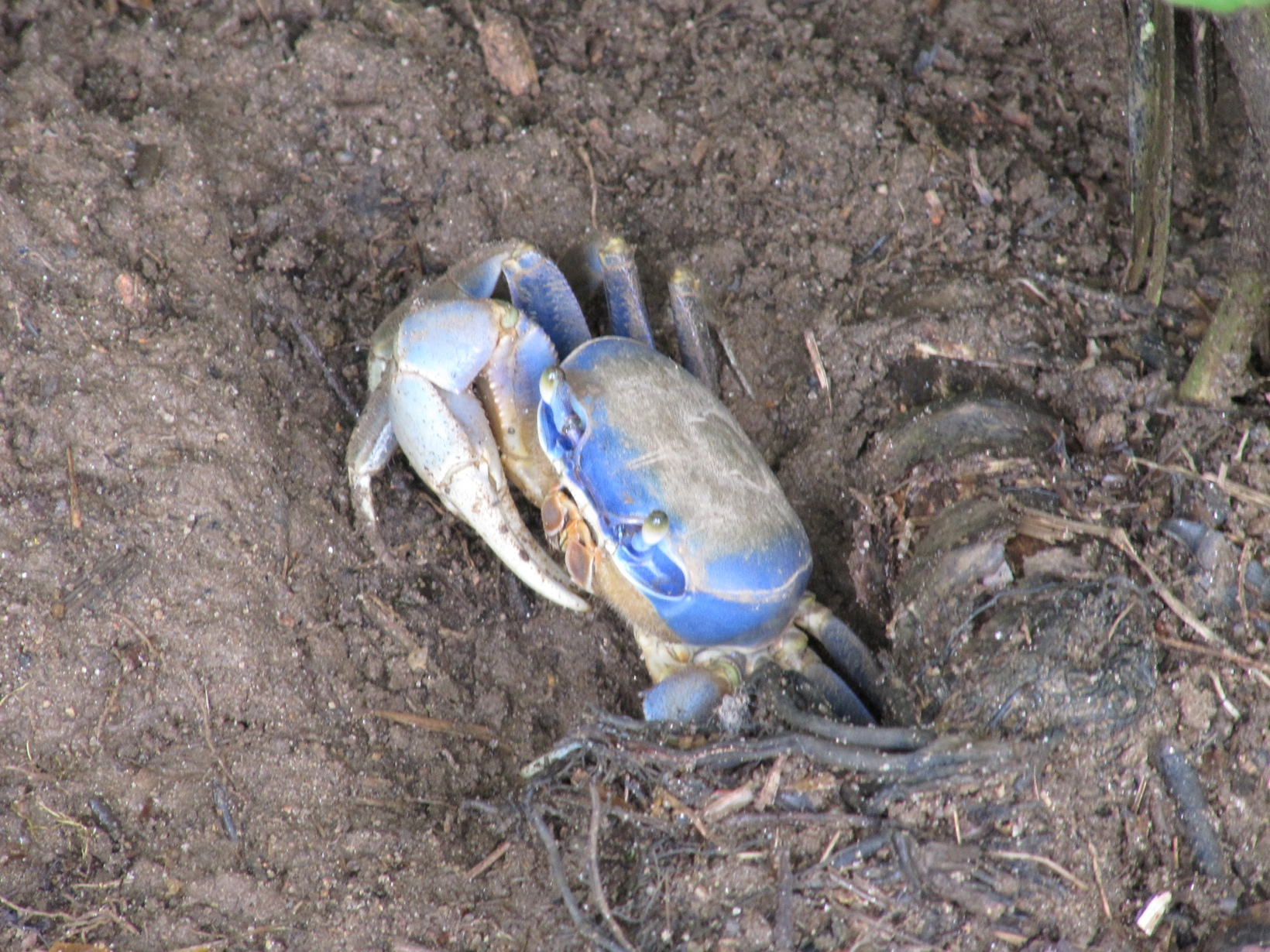
Cardisoma guanhumi a la entrada de su madriguera.
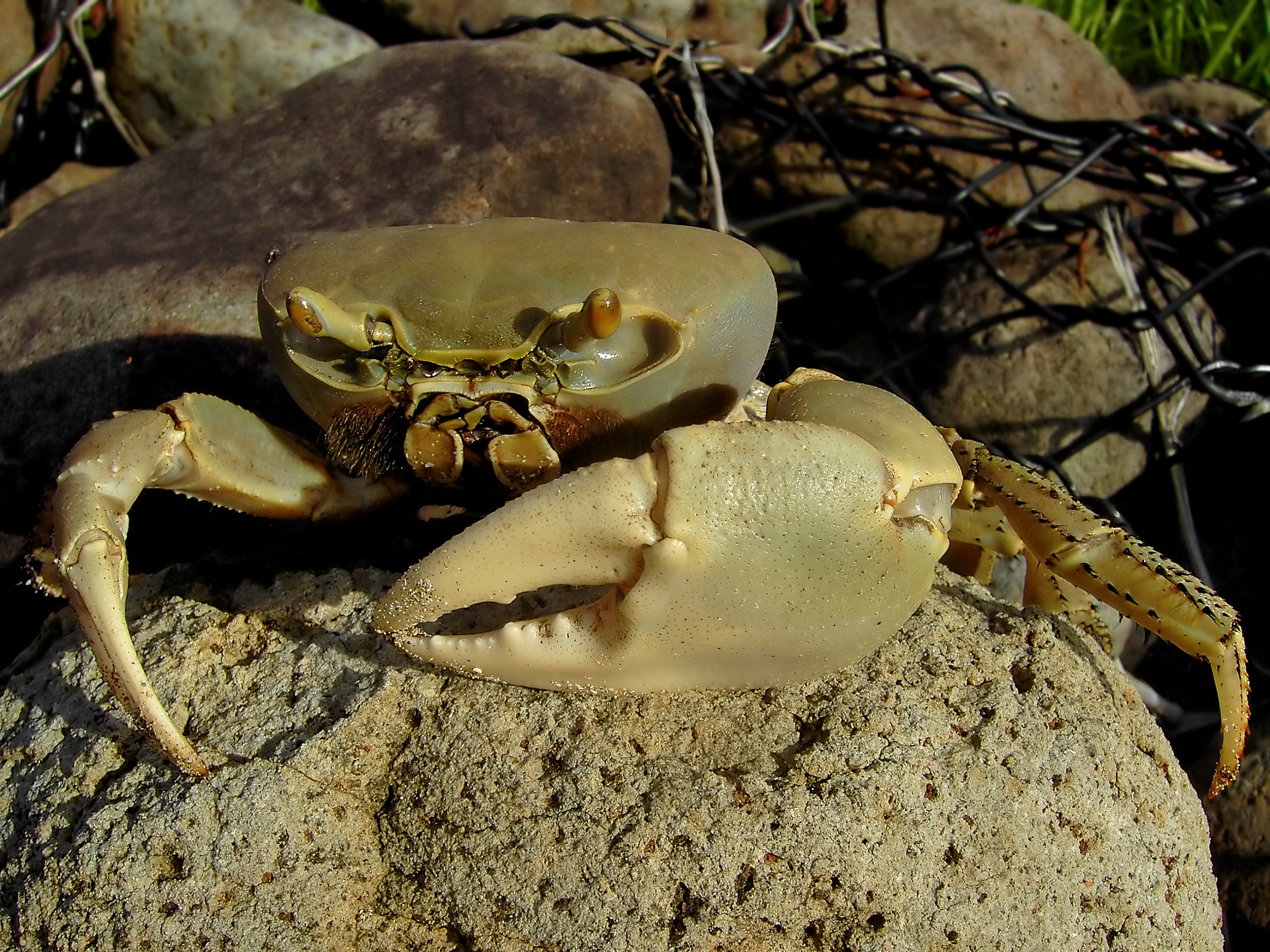
Cardisoma guanhumi.
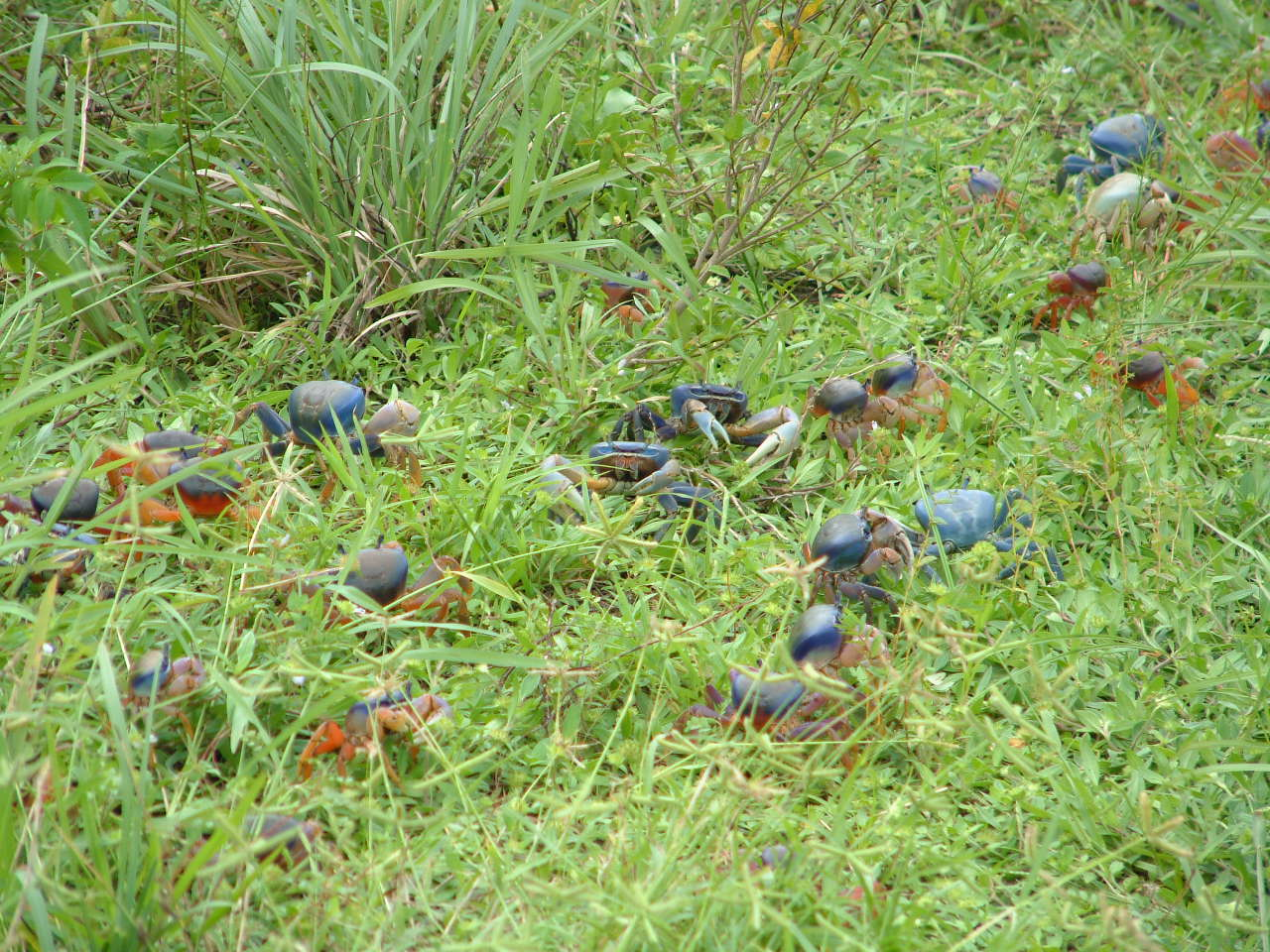
Grupo de Cardisoma guanhumi en diferentes etapas de desarrollo.
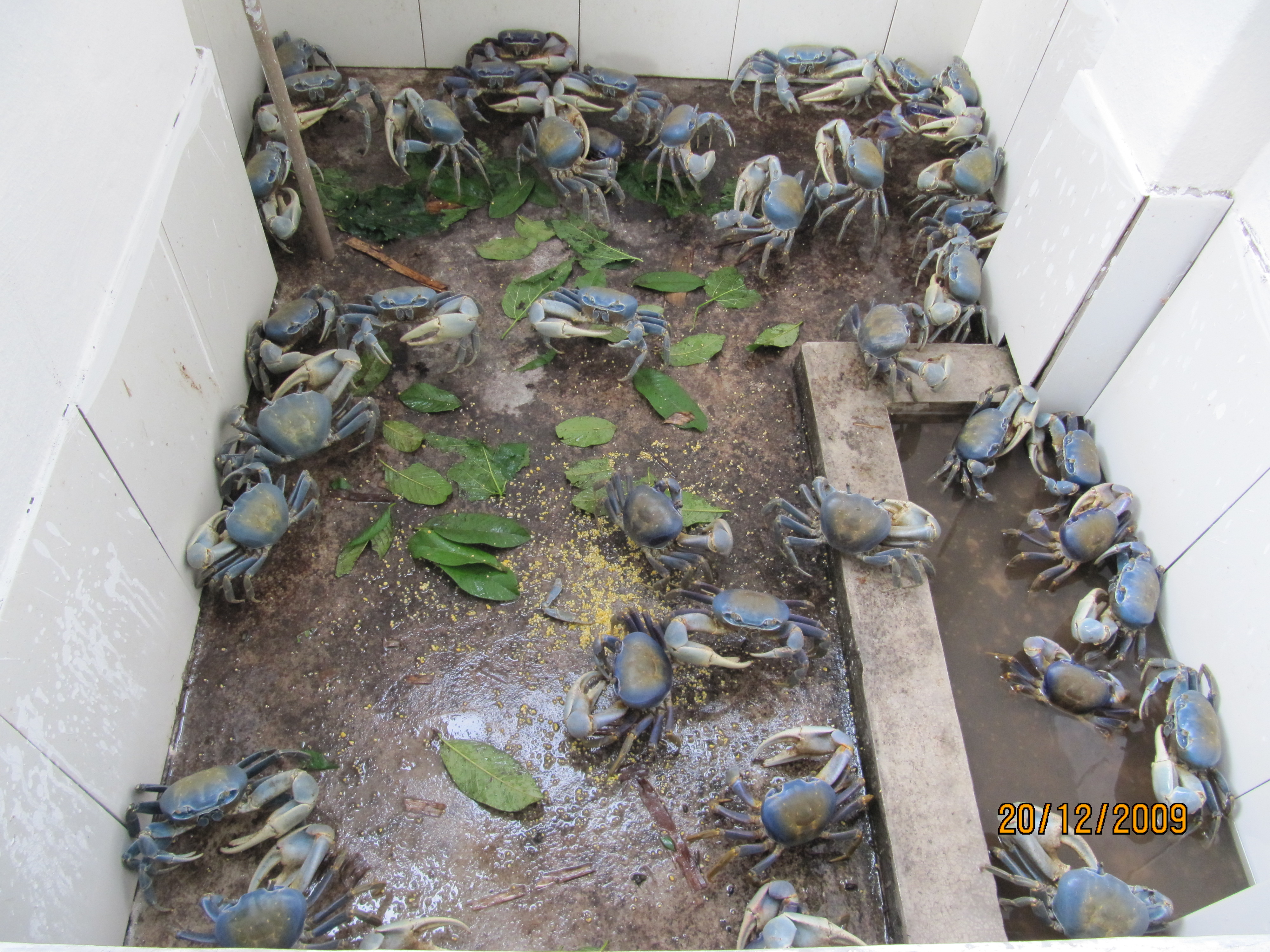
Cardisoma guanhumi en cautiverio.